# Rock de Portugal
O rock português surge em Portugal na década de 1950. [carece de fontes?]

## História

### Décadas de 1950-1970
Freitas Morna conhece Heinz Worner, grande tocador de acordeão e Walter Behrend que nesse mesmo ano de 1955 cria o primeiro conjunto rock de que há memória em Portugal o "Walter Behrend e o seu conjunto" ensaiando numa cave na Rua António Patrício (Porto) que era frequentada por estudantes daquela época.
De 1960 até 1974 o rock cresce em Portugal, através de grupos estilo Shadows como o Conjunto João Paulo, Quinteto Académico, Os Celtas, os Diamantes Negros de Sintra, os Gattos Negros de Victor Gomes, entre muitos outros mas o êxeito iria estar reservado para o período de 1967 até 1974. [carece de fontes?]
Acompanhando ao seu nível a evolução da música pop-rock nos anos 60, Portugal vê surgir grupos como os Chinchilas, Sheiks, o Quarteto 1111, o Objectivo, todos de Lisboa e os Pop Five Music incorporated formados no Porto, mais propriamente em Matosinhos, gravam êxitos como Orange, Stand by, e Page One single que foi editado no Brasil, Austrália, Holanda, França e Alemanha indicativo do programa de rádio "Página um" transmitido na Rádio Renascença, chegam a ir a Londres gravar nos Estúdios Pye.[carece de fontes?]
Já em inícios da década de 1970 começa a caminhar-se para o Rock Progressivo, com grupos como  os Petrus Castrus com o seu álbum “Mestre”, Ephedra, Filarmónica Fraude que lançam o LP “Epopeia”.[carece de fontes?]
Em 1971, o grande desenvolvimento do rock em Portugal leva à realização de um festival de música até então impensável para a época : o Festival de Vilar de Mouros, com cerca de 30 000 pessoas, onde atuam os grandes grupos ingleses da altura, como Manfred Mann e Elton John.
Com o golpe de estado de 25 de Abril de 1974, a maioria dos grupos rock da década de 1960 desaparece; surgindo outros de grande qualidade como os Arte e Ofício, os Xarhanga, Os Perspectiva, e os Tantra.
O álbum de estúdio de José Cid, "10.000 anos depois entre Vénus e Marte", é uma presença constante no sítio progarchives.com, considerado um "Disco essencial e uma obra prima do rock progressivo"[3]. Com base em ficção científica, o conceito é que, "10.000 anos depois da auto-destruição da humanidade", um homem e uma mulher viajam de regresso para a Terra para a repovoar novamente. O tom das músicas é de contemplação sobre os erros do passado da humanidade e de esperanças futuras. A maioria das canções é influenciada por bandas como Moody Blues ou Pink Floyd. O álbum foi composto por Cid, com ajuda em algumas músicas pelo guitarrista Mike Sergeant e pelo baterista Ramon Galarza. É uma viagem de rock sinfónico espacial dominada por Mellotron, sintetizadores de cordas e outros, com suporte de guitarras, baixo e bateria.

### Décadas de 1980-1990

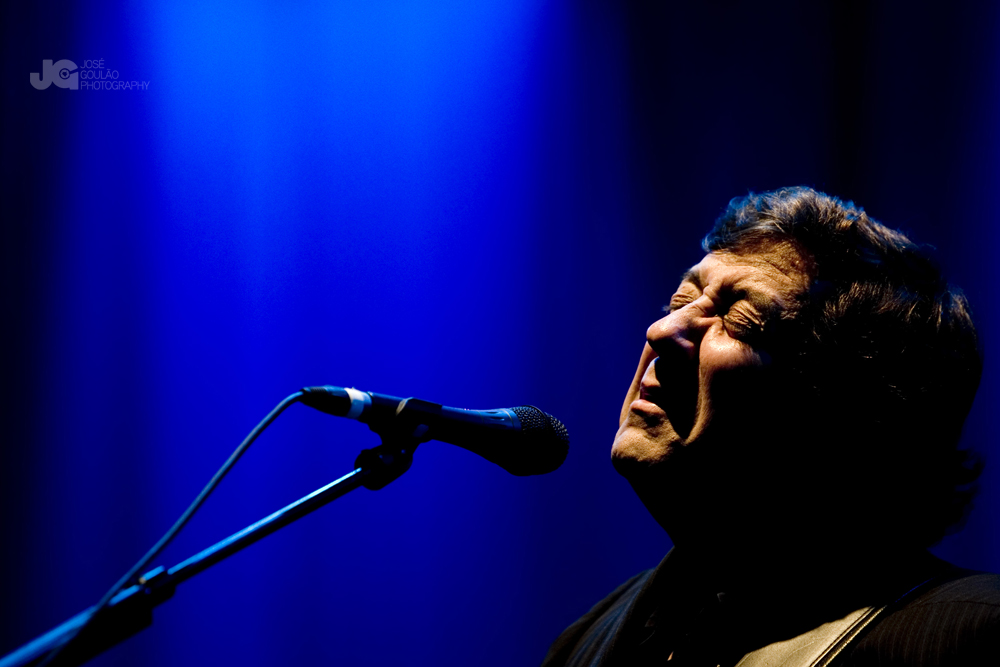
Rui Veloso.

Nos anos 80 surge Rui Veloso, e aparece uma imensidão de bandas, quase todas efémeras- Trabalhadores do Comércio, Táxi, Roquivários, Grupo de Baile, António Variações, Salada de Frutas, Heróis do Mar, Sétima Legião e Adelaide Ferreira (cujo álbum Amantes e Mortais foi considerado nos EUA o melhor álbum de Hard Rock Português até aos dias de hoje) e Lena D'Água - são algumas das bandas que agitaram o panorama nacional chegando aos tops de vendas provando que havia mercado para este tipo de rock comercial, captando a atenção quer dos media, quer do público em geral.
Posteriormente surgem as bandas Xutos & Pontapés, muito reconhecidos até aos dias de hoje, lançando o seu álbum de estreia 1978/82, mas apenas alcançando reconhecimento do publico por volta de 1983/84/85, e surgem também os Heróis do Mar, demonstrando existir uma verdadeira mudança na forma de tocar Rock em Portugal através da instituição de um estilo próprio e de espantosas atuações ao vivo. 
Com a entrada nos anos 80 surge uma banda de extrema importância: os Roxigénio, considerados por muitos como a melhor banda desta década. Eram um conjunto adulto, com uma sonoridade rock a alcançar as novas formas de fazer música que despontaram na mesma época.
Composta por duas figuras importantes, dois verdadeiros "pais" do rock português, António Garcez e Filipe Mendes. Em 1982, saltaram para a ribalta os GNR, oriundos do Porto, criando uma grande legião de fãs, dois anos após a formação da banda, com o lançamento do single "Portugal na CEE". Porém só em 1986 é que saltaram para as tabelas de vendas com o álbum Psicopátria, tendo sido, vários anos depois, em 1992, a primeira banda nacional a encher um estádio de futebol, num concerto ao vivo, nos espectáculos de promoção do álbum Rock in Rio Douro, com cerca de 40.000 espectadores.
A evolução estava garantida, através de um sem número de bandas, como os Ban, UHF, Rádio Macau ou Mão Morta, e pela continuidade de veteranos como os Xutos & Pontapés, levando o rock português em direcção à década de 1990. Desde então apareceram bandas como os Silence 4, Clã ou Ornatos Violeta e IRIS que trouxeram novas sonoridades ao Rock presente nas tabelas de vendas. Alguns anos mais tarde, após 16 anos de existência surge a carismática banda Iris do sul do pais, com o seu 1º intitulado álbum Vão dar Banhó cão, 1995, cd produzido Inglês Neal_Kay produtor Iron Maiden. É no ano seguinte em 1996, que este trabalho e o fenómeno, Iris atingem o seu maior impacto. "Oh Mãe, Aquêle Moçe Batê-me", versão da música "The House Of The Rising Sun" imortalizada pelos Animals, foi sem dúvida o tema que fez a diferença, trazendo como maior inovação, as músicas rock cantadas com pronúncia algarvia, levando os "moços ma-rafados" a efetuar mais de 90 espetáculos por todo o pais. Está banda com um estilo único surge da dinâmica de Domingos Caetano seu criador líder, após vários sucessos ao longo dos anos, em 2006, tornam-se na primeira banda de rock portuguesa a montar um espectáculo com uma orquestra onde gravar um CD e DVD "Iris ao vivo com Essemble Petrov", chegando a atuar para mais 50.000 pessoas.
Décadas de 2000-2020
Actualmente, com o mais fácil acesso à internet, muitas bandas têm-na usado para divulgar o seu trabalho, circundando o clássico uso de editoras, sendo frequente o recurso a redes sociais. O crescente número de telenovelas nacionais tem ajudado na divulgação de artistas nacionais. No panorama da música independente verificou-se um grande incremento de atividade, sobretudo através do trabalhos das editoras Merzbau, Groovie Records,raging planet, Amor Fúria, Chaputa Records e FlorCaveira a par de edições e reedições de discos mais clássicos da cena portuguesa pela Rastilho e do regresso da Garagem Records às edições com o disco que marca também regresso dos Parkinsons e a edição de "Take me through Hell for I deserve it" o "disco perdido" dos Subway Riders. 
A década de 2000 foi marcada pelo aparecimento de projectos rock como os Toranja (pop/rock, Lisboa), Wraygunn (blues-rock, Coimbra) e Legendary Tiger Man (projecto a solo do vocalista e guitarrista Paulo Furtado), bem como bandas pop/rock influenciadas pela electrónica(Micro Audio Waves e Mesa). Os Clã, atingiram o seu apogeu comercial nesta altura. O período mais recente (década de 2010) incluiu propostas de vários subgéneros: pop/rock influenciado por música tradicional (Amor Electro e Diabo na Cruz), rock alternativo e indie (Paus, peixe : avião, Cinemuerte, Linda Martini, Capitão Fausto, Ganso, Best Youth), rock psicadélico / stoner (The Quartet of Woah! Miss Lava, Pálidos, Solar Corona), garage punk (Parkinsons, The Dirty Coal Train, The Act-Ups, Jack Shits, The Brooms, Fast Eddie Nelson, Murdering Tripping Blues) e metal (The Temple, TwentyInchBurial, Kandia, Meneater, Noidz).